# Roberto Ferrari (wielrenner)
Roberto Ferrari (Gavardo, 9 maart 1983) is een Italiaans wielrenner die van 2013 t/m 2019 vanaf 2017 UAE Team Emirates geheten wielerploeg.
In de Ronde van Italië 2012 kwam Ferrari in het nieuws toen hij in de derde etappe naar Horsens wereldkampioen Mark Cavendish onderuit reed in de massasprint. Dit leverde hem de bijnaam De Boeman van Horsens op. Later in de ronde schreef Ferrari de elfde etappe op zijn naam.

## Belangrijkste overwinningen
2006
2e etappe Giro della Regione Friuli Venezia Giulia
2009
Memorial Pantani
2010
GP Lugano
Ronde van Friuli
3e etappe Brixia Tour
2011
1e tappe Ronde van San Luis
3e etappe Ronde van San Luis
2012
5e etappe Ronde van Taiwan
Route Adélie de Vitré
Flèche d'Émeraude
11e etappe Ronde van Italië

## Resultaten in voornaamste wedstrijden
| Jaar | Ronde van Italië | Ronde van Frankrijk | Ronde van Spanje |
| ---- | ---------------- | ------------------- | ---------------- |
| 2008 |                  |                     |                  |
| 2011 | 143e             |                     |                  |
| 2012 | 147e (1)         |                     |                  |
| 2013 | 150e             | 157e                |                  |
| 2014 | 144e             |                     | 145e             |
| 2015 | 133e             |                     |                  |
| 2016 | 130e             |                     |                  |
| 2017 | 150e             |                     |                  |
| 2018 |                  | 138e                |                  |

| Jaar | Milaan-San Remo | Gent-Wevelgem | Ronde van Vlaanderen | Parijs-Roubaix |  | Wereldranglijsten |
| ---- | --------------- | ------------- | -------------------- | -------------- |  | ----------------- |
| 2008 | 151e            |               |                      |                |  |                   |
| 2011 | 92e             |               |                      |                |  |                   |
| 2012 |                 |               |                      |                |  |                   |
| 2013 | 46e             |               |                      |                |  | 129e (UWT)        |
| 2014 |                 |               |                      | opgave         |  | 122e (UWT)        |
| 2015 |                 |               | opgave               |                |  | 203e (UWT)        |
| 2016 | 120e            | opgave        | opgave               | opgave         |  |                   |
| 2017 |                 |               |                      | opgave         |  | 213e (UWT)        |
| 2018 |                 |               |                      | opgave         |  |                   |

## Ploegen
- 2006 –  Team Tenax Salmilano (stagiair vanaf 1 augustus)
- 2007 –  Tenax
- 2008 –  LPR Brakes-Ballan
- 2009 –  LPR Brakes Farnese Vini
- 2010 –  De Rosa-Stac Plastic
- 2011 –  Androni Giocattoli
- 2012 –  Androni Giocattoli
- 2013 –  Lampre-Merida
- 2014 –  Lampre-Merida
- 2015 –  Lampre-Merida
- 2016 –  Lampre-Merida
- 2017 –  UAE Team Emirates [a]
- 2018 –  UAE Team Emirates
- 2019 –  UAE Team Emirates

1. ↑  Tot de Ronde van Abu Dhabi heette de ploeg UAE Abu Dhabi, maar na het aantrekken van Emirates als cosponsor werd de naam veranderd.